# Антипов, Анатолий Александрович
Анатолий Александрович Антипов (22 января 1959, Павловский Посад — 29 ноября 2020) — советский и российский хоккеист, нападающий, мастер спорта СССР международного класса, заслуженный тренер России.

## Биография
Анатолий Антипов родился 22 января 1959 года в Павловском Посаде (Московская область). Там же он начинал играть в хоккей, тренировался в хоккейной школе «Юность».
В сезоне 1976/1977 года Антипов выступал за молодёжную команду клуба «Кристалл» (Электросталь). Затем Виктор Тихонов пригласил его в команду «Динамо» (Рига). В составе рижской команды Антипов выступал в 1977—1981 годах, забросив 35 шайб в 150 матчах чемпионата СССР. Его партнёрами по тройке нападения были Хелмут Балдерис и Анатолий Емельяненко.
В 1979 году в составе молодёжной сборной СССР Анатолий Антипов стал чемпионом мира среди молодёжных команд (провёл шесть игр, сделав пять результативных передач). В декабре 1980 года Антипов сыграл три матча за первую сборную СССР на турнире на призы газеты «Известия», где вместе со сборной стал победителем турнира. Он также принял участие в четырёх товарищеских матчах сборной СССР со сборной Нидерландов, состоявшихся в декабре 1980 года — январе 1981 года. Помимо этого, Антипов выступал за вторую сборную СССР.
В 1981—1990 годах Анатолий Антипов выступал за команду «Динамо» (Москва), забросив 126 шайб в 365 матчах чемпионата СССР. За это время в составе своей команды он один раз (в 1990 году) становился чемпионом СССР, три раза — серебряным призёром и три раза — бронзовым призёром чемпионата СССР. Его партнёрами по тройке нападения в разные годы были Сергей Светлов, Сергей Яшин, Юрий Леонов, Мисхат Фахрутдинов и Владимир Зубрильчев.
В 1990—1992 годах Антипов играл в Австрии, выступал за хоккейный клуб «Фельдкирх» из одноимённого города. Затем он играл за немецкие клубы «Ратинген» (1992—1994) и «Вильгельмсхафен-Стикхаузен» (1994—1999).
После окончания игровой карьеры Анатолий Антипов перешёл на тренерскую работу. Он входил в тренерский штаб команды мастеров «Динамо» (Москва), а в декабре 2007 года исполнял обязанности главного тренера команды. Антипов также был главным тренером хоккейных клубов «Динамо» (Тверь) в 2010—2011 годах и «Динамо» (Балашиха) в 2013—2017 годах, которые выступали в Высшей хоккейной лиге (ВХЛ).
Скончался 29 ноября 2020 года.

## Достижения
- Чемпион СССР — 1990[1].
- Серебряный призёр чемпионата СССР — 1985, 1986, 1987[1].
- Бронзовый призёр чемпионата СССР — 1982, 1983, 1988[1].
- Финалист Кубка СССР — 1988[1].
- Финалист Кубка Лиги — 1989[1].
- Чемпион мира среди молодёжных команд — 1979[1].
- Победитель турнира на призы газеты «Известия» (в составе сборной СССР) — 1980[нем.][1].
- Победитель турнира на приз газеты «Ленинградская правда» (в составе второй сборной СССР) — 1982[1][9].
- Обладатель Кубка Шпенглера — 1983[укр.][1].